# Saá (Páramo)
Saá (llamada oficialmente Santiago de Sa) es una parroquia y una aldea española del municipio de Páramo, en la provincia de Lugo, Galicia.

## Otras denominaciones
La parroquia también es conocida por el nombre de Santiago de Saá.

## Organización territorial
La parroquia está formada por catorce entidades de población, constando trece de ellas en el nomenclátor del Instituto Nacional de Estadística español:

### Entidades de población
Entidades de población que forman parte de la parroquia:
- Barreiros
- Courel
- Cova (A Cova)
- Lamabelide
- Leiras
- O Piqueiro
- Pacios
- Paredes
- Pico (O Pico)
- Pozo
- Rodriz
- Saá (Sa)
- Vilamaior

### Despoblado
Despoblado que forma parte de la parroquia:
- Batán (O Batán)

## Demografía

### Parroquia
| Gráfica de evolución demográfica de Saá (parroquia) entre 2000 y 2020 |
|                                                                       |
| Datos según el nomenclátor publicado por el INE.                      |

### Aldea
| Gráfica de evolución demográfica de Saá (aldea) entre 2000 y 2020 |
|                                                                   |
| Datos según el nomenclátor publicado por el INE.                  |